# Tiago Postma
Tiago Postma (* 3. August 1932 in Amsterdam; † 8. Mai 2002 in Recife) war ein niederländischer Geistlicher und römisch-katholischer Bischof von Garanhuns.

## Leben
Tiago Postma empfing am 23. Mai 1959 das Sakrament der Priesterweihe für das Bistum Haarlem.
Papst Paul VI. ernannte ihn am 20. Juni 1974 zum Bischof von Garanhuns. Der Erzbischof von Olinda e Recife, Hélder Câmara, spendete ihm am 14. Dezember desselben Jahres die Bischofsweihe; Mitkonsekratoren waren der Bischof von Ruy Barbosa, José Adelino Dantas, und der Bischof von Haarlem, Theodorus Zwartkruis. Als Wahlspruch wählte er Dass alle eins seien (Joh 17,21 ).
Papst Johannes Paul II. nahm am 15. Mai 1995 seinen vorzeitigen Rücktritt an. Sein Grab befindet sich in der Kathedrale von Garanhuns.